# Nuoto ai Giochi della XXV Olimpiade - 200 metri farfalla maschili
Hanno partecipato alle batterie di qualificazione 46 atleti: i primi 8 si sono qualificati per la finale A, i successivi 8 invece si sono qualificati per la finale B.

## Finale A
30 luglio 1992
| Posizione | Atleta           | Paese             | Tempo      |
| --------- | ---------------- | ----------------- | ---------- |
|           | Melvin Stewart   | Stati Uniti       | 1:56.26 RO |
|           | Danyon Loader    | Nuova Zelanda     | 1:57.93    |
|           | Franck Esposito  | Francia           | 1:58.51    |
| 4         | Rafał Szukała    | Polonia           | 1:58.89    |
| 5         | Keiichi Kawanaka | Giappone          | 1:58.97    |
| 6         | Denis Pankratov  | Squadra Unificata | 1:58.98    |
| 7         | Robert Pinter    | Romania           | 1:59.34    |
| 8         | Martin Roberts   | Australia         | 1:59.64    |

## Finale B
| Posizione | Atleta             | Paese       | Tempo   |
| --------- | ------------------ | ----------- | ------- |
| 9         | Chris-C. Bremer    | Germania    | 1:59.93 |
| 10        | David Wharton      | Stati Uniti | 2:01.08 |
| 11        | Martin Herrmann    | Germania    | 2:01.14 |
| 12        | Can Ergenekan      | Turchia     | 2:01.20 |
| 13        | Tom Ponting        | Canada      | 2:01.60 |
| 14        | S. McKillop-Davies | Australia   | 2:01.86 |
| 15        | Eduardo Piccinini  | Brasile     | 2:01.87 |
| 16        | Marco Braida       | Italia      | 2:02.24 |

## Batterie di qualificazione
- Q = Qualificati per la finale A
- q = qualificati per la finale B

| Posizione | Atleta             | Paese                   | Tempo     |
| --------- | ------------------ | ----------------------- | --------- |
| 1         | Melvin Stewart     | Stati Uniti             | 1:56.99 Q |
| 2         | Danyon Loader      | Nuova Zelanda           | 1:58.15 Q |
| 3         | Franck Esposito    | Francia                 | 1:58.75 Q |
| 4         | Martin Roberts     | Australia               | 1:58.91 Q |
| 5         | Denis Pankratov    | Squadra Unificata       | 1:59.00 Q |
| 6         | Rafał Szukała      | Polonia                 | 1:59.51 Q |
| 7         | Robert Pinter      | Romania                 | 1:59.59 Q |
| 8         | Keiichi Kawanaka   | Giappone                | 1:59.96 Q |
| 9         | Martin Herrmann    | Germania                | 2:00.47 q |
| 10        | Chris C. Bremer    | Germania                | 2:00.49 q |
| 11        | Can Ergenekan      | Turchia                 | 2:00.82 q |
| 12        | David Wharton      | Stati Uniti             | 2:00.84 q |
| 13        | S. McKillop-Davies | Australia               | 2:00.92 q |
| 14        | Marco Braida       | Italia                  | 2:01.18 q |
| 15        | Eduardo Piccinini  | Brasile                 | 2:01.20 q |
| 16        | Tom Ponting        | Canada                  | 2:01.20 q |
| 17        | Tomohiro Miyoshi   | Giappone                | 2:01.27   |
| 18        | Konrad Galka       | Polonia                 | 2:01.33   |
| 19        | Matjaz Kozelj      | Slovenia                | 2:01.39   |
| 20        | André Castro       | Brasile                 | 2:01.39   |
| 21        | Jose Ballester     | Spagna                  | 2:01.41   |
| 22        | Simon Wainwright   | Regno Unito             | 2:01.53   |
| 23        | Uğur Taner         | Turchia                 | 2:01.61   |
| 24        | Jorge Perez        | Spagna                  | 2:01.63   |
| 25        | Christophe Bordeau | Francia                 | 2:01.99   |
| 26        | Edward Parenti     | Canada                  | 2:02.00   |
| 27        | Guy Callaghan      | Nuova Zelanda           | 2:02.12   |
| 28        | Craig Jackson      | Sudafrica               | 2:02.17   |
| 29        | Diogo Madeira      | Portogallo              | 2:02.22   |
| 30        | David Monasterio   | Porto Rico              | 2:02.32   |
| 31        | Vesa Hanski        | Finlandia               | 2:02.75   |
| 32        | Alexander Brandl   | Austria                 | 2:02.88   |
| 33        | Denislav Kaltchev  | Bulgaria                | 2:03.73   |
| 34        | Miguel Cabrita     | Portogallo              | 2:04.28   |
| 35        | Kristian Minkovski | Bulgaria                | 2:05.18   |
| 36        | Kristian Johansson | Finlandia               | 2:05.71   |
| 37        | V-Meng Tan         | Singapore               | 2:06.41   |
| 38        | Duncan Todd        | Hong Kong               | 2:08.20   |
| 39        | Kristian Singleton | Isole Vergini Americane | 2:08.71   |
| 40        | Kire Filipovski    | Jugoslavia              | 2:08.71   |
| 41        | Janko Gojkovic     | Bosnia ed Erzegovina    | 2:09.08   |
| 42        | Edgar Espinola     | Paraguay                | 2:11.88   |
| 43        | Benoit Fleurot     | Jugoslavia              | 2:13.09   |
| 44        | Julian Bolling     | Sri Lanka               | 2:17.47   |
| 45        | Ziyad Kashmiri     | Arabia Saudita          | 2:21.59   |
| 46        | Mohamed Khamis     | Emirati Arabi Uniti     | 2:29.73   |